# Населённые пункты Тульской области
Тульская область включает следующие населённые пункты:
- 30 городских населённых пунктов на 2020 год (в списках выделены оранжевым цветом), в том числе:
  - 19 городов;
  - 11 посёлков городского типа (рабочих посёлков);
- 3436 сельских населённых пунктов (по переписи населения 2010 года).

В списках населённые пункты Тульской области распределены по административно-территориальным единицам в рамках административно-территориального устройства области: 2 городам областного подчинения и 23 районам. В рамках организации местного самоуправления (муниципального устройства) населённые пункты Тульской области входят соответственно в муниципальные образования верхнего уровня: 7 городских округов и 19 муниципальных районов, при этом 3 города районного подчинения (Новомосковск, Алексин, Ефремов) входят в состав городских округов, сформированных в границах одноимённых районов; помимо этого 2 пгт (Славный и Новогуровский, входящие соответственно в Арсеньевский и Алексинский районы), на муниципальном уровне образуют отдельные городские округа и не относятся к муниципальным районам. Населённые пункты Ленинского района на уровне местного самоуправления относятся к городскому округу г. Тула.
Численность сельских населения населённых пунктов приведена по данным переписи населения 2010 года, численность населения городских населённых пунктов (посёлков городского типа (рабочих посёлков) и городов) — по оценке на 1 января 2021 года.

## Города областного подчинения
С точки зрения муниципального устройства на территории города областного подчинения Тулы и Ленинского района образован городской округ город Тула.
Город Донской с точки зрения муниципального устройства образует городской округ.
| № | Населённый пункт | Тип   | Население |
| - | ---------------- | ----- | --------- |
| 1 | Тула             | город | 473 622   |
| 2 | Донской          | город | 63 837    |

## Районы
О населённых пунктах Тульской области в составе районов см.:
Населённые пункты Тульской области в районах (от А до К);
Населённые пункты Тульской области в районах (от Л до Я).